# Velvyslanectví Spojených států amerických v Praze
Velvyslanectví Spojených států amerických v Česku (anglicky Embassy of the United States to the Czech Republic) je zastupitelský úřad Spojených států amerických v Praze. Sídlí v Schönbornském paláci ve Vlašské ulici 1, Tržiště 15, Malá Strana, Praha 1. 

## Sídlo
Velvyslanectví sídlí v historickém Schönbornském paláci s rozsáhlou zahradou a pavilonem (glorietem) za budovou paláce.
V prostorách paláce sídlí rovněž Americké centrum, veřejné výzkumné zařízení, knihovna a místo pro přednášky o americké historii, politice, vědě a kultuře. Mezi minulé lektory patřili Greila Marcuse, Patricia Hampl, David Woodard, Gene Deitch a mnoho dalších.
K velvyslanectví patří i areál rezidence velvyslance v Praze 6-Bubenči.
V Schönbornském paláci se natáčely některé scény z prvního dílu série filmů Mission: Impossible s Tomem Cruisem.

## Galerie

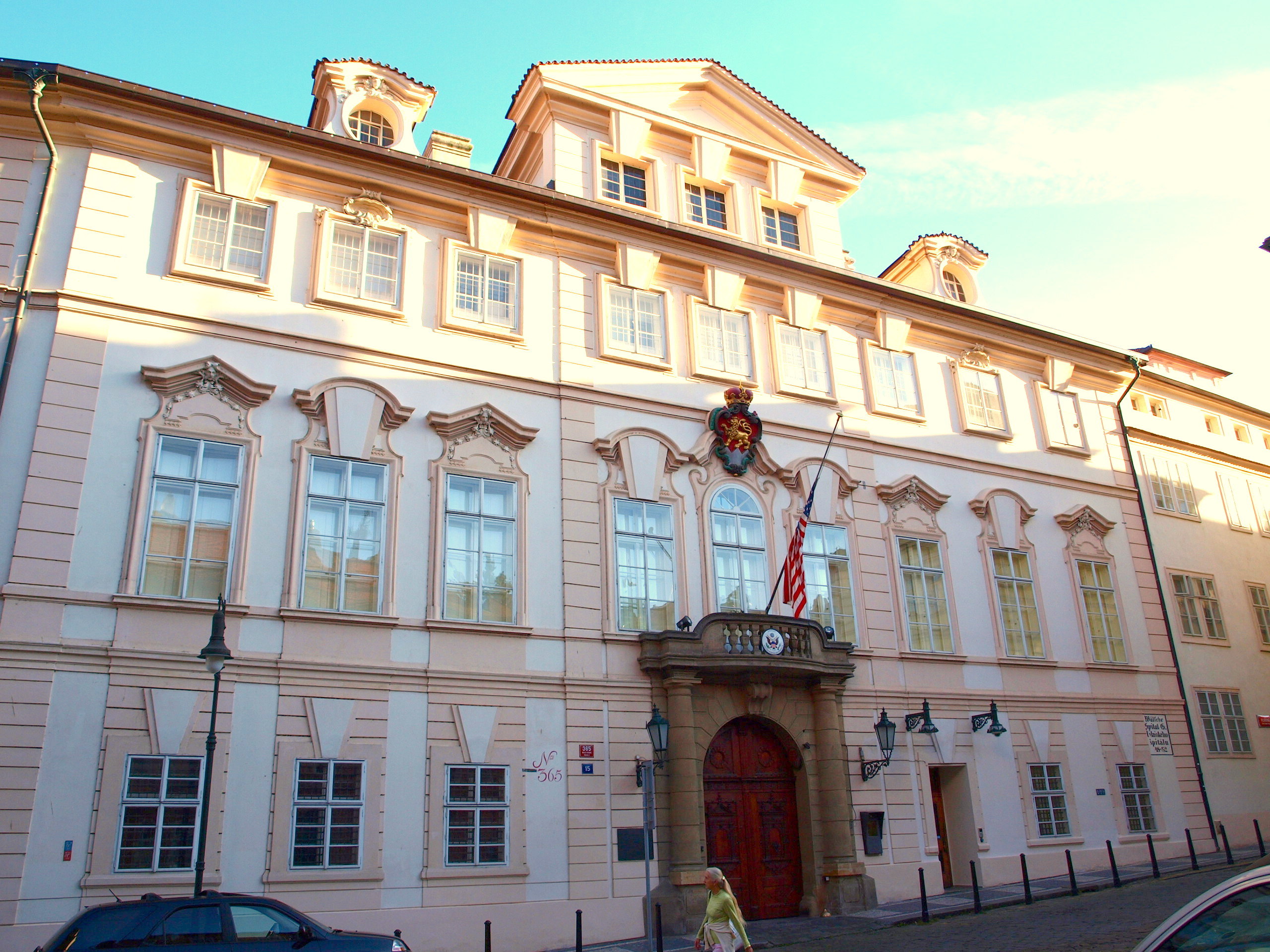
Velvyslanectví v roce 2012
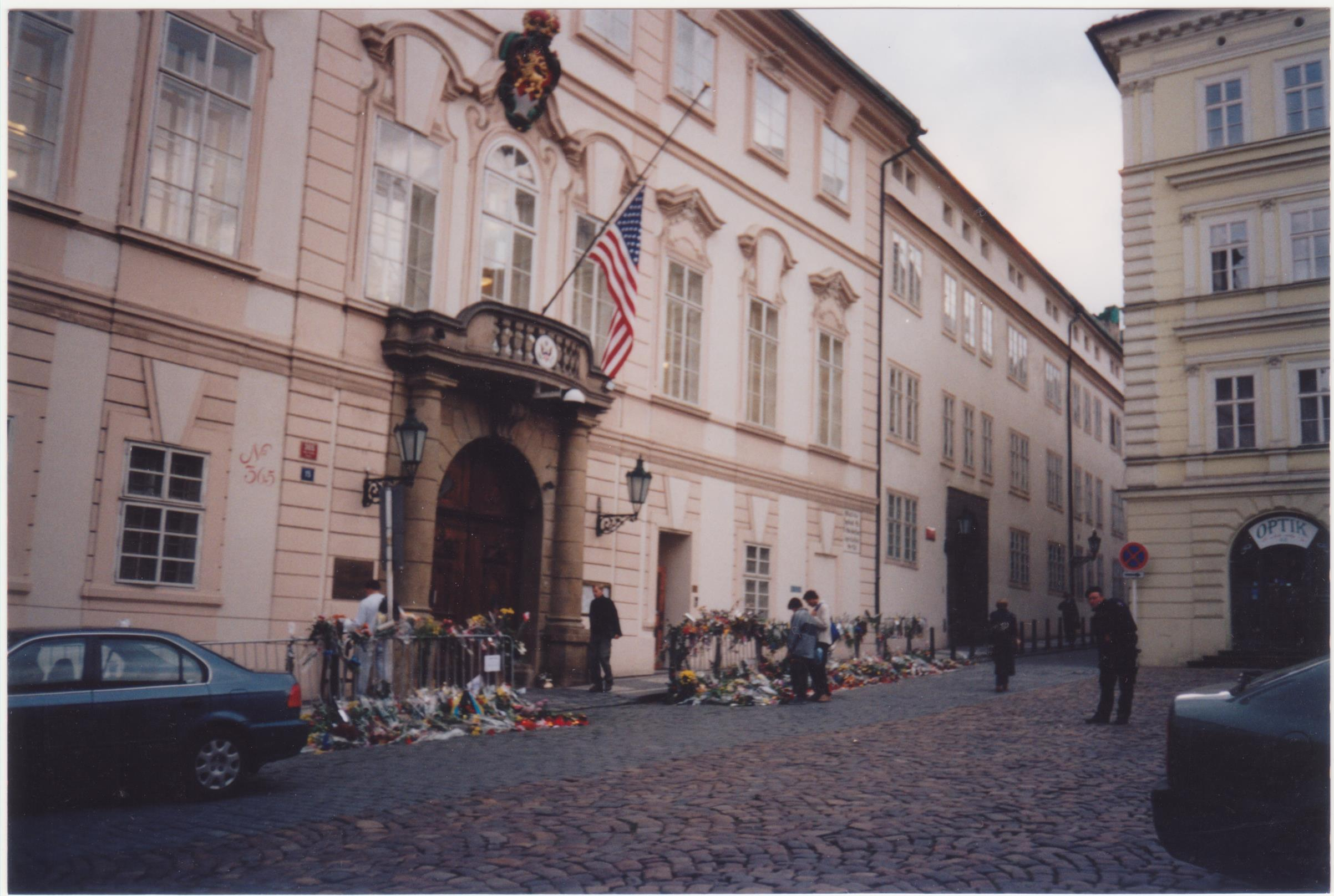
Velvyslanectví po teroristický útocích 11. září
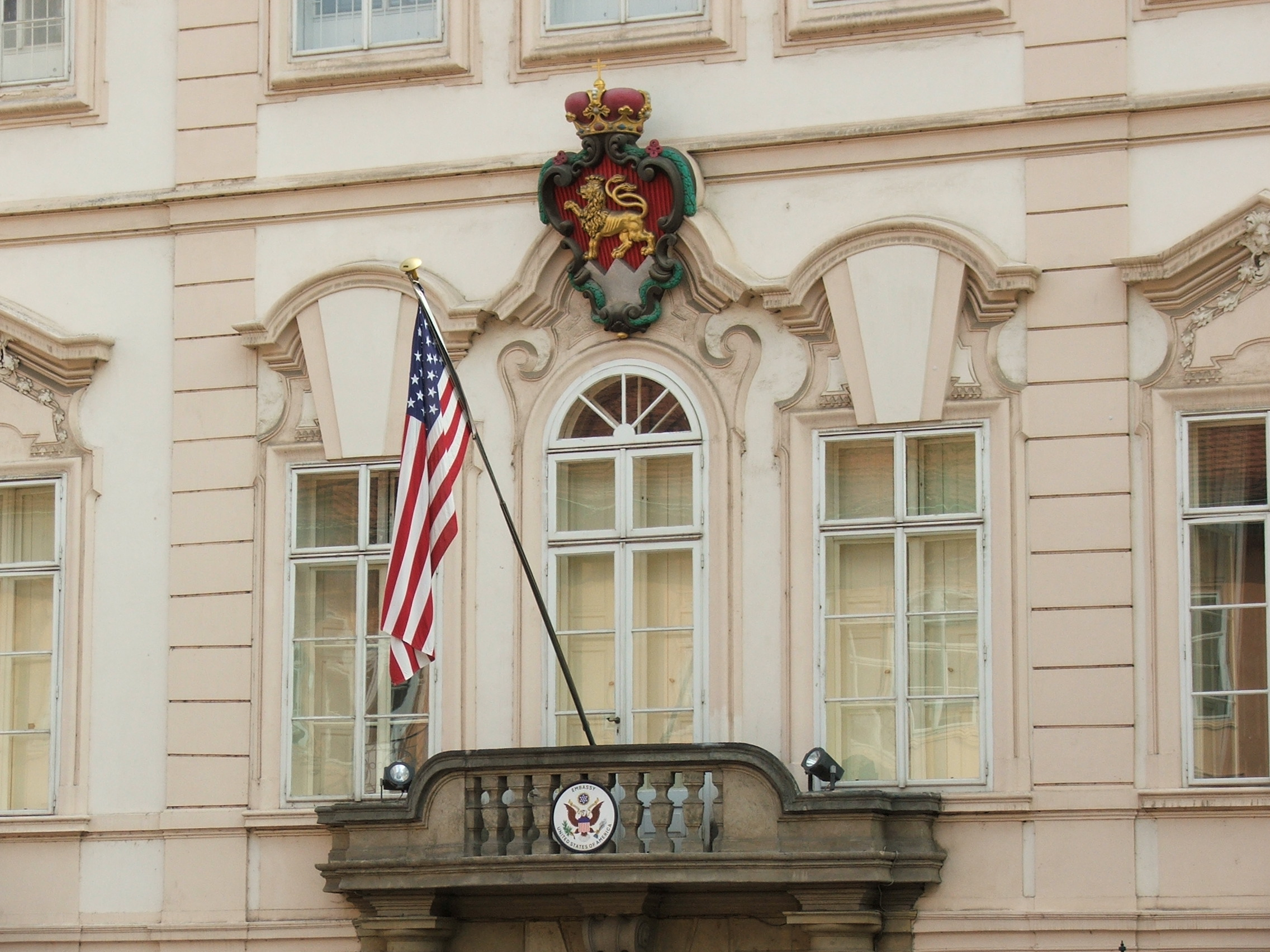
Přední strana budovy